# 다니엘 프리드만
다니엘 프리드만(Daniel Fridman, 1976년 2월 15일 ~ )은 독일의 체스 선수다. 1996년 라트비아 체스 선수권, 2008년, 2012년, 2014년 세차례 독일 체스 선수권에서 우승하였다.